# Hemidactylus tasmani
Hemidactylus tasmani är en ödleart som beskrevs av  Hewitt 1932. Hemidactylus tasmani ingår i släktet Hemidactylus och familjen geckoödlor.
Artens utbredningsområde är Zimbabwe. Inga underarter finns listade i Catalogue of Life.